# Barão de São João
Barão de São João is een plaats (freguesia) in de Portugese gemeente Lagos en telt 804 inwoners (2001).